# جورج غول‌پیکر
جرج غول پیکر (به انگلیسی: Giant George) بلندترین سگ جهان بود که توسط دیوید ناصر در توسان آریزونا نگهداری می‌شد. بلندای این سگ از نوک پنجه تا شانه‌هایش به ۱٫۰۹۲ متر و وزنش ۱۱۱ کیلوگرم بود و در ماه ۵۰ کیلوگرم خوراکی مصرف می‌کرد. این سگ ۴ ساله نام خود را در کتاب رکوردهای جهانی گینس به عنوان بلندترین سگ زنده جهان و بلندترین سگ جهان وارد نمود. این سگ از نژاد سگ‌های گریت دین بود.